# Urawa Red Diamonds
L'Urawa Red Diamonds (浦和レッドダイヤモンズ?, Urawa Reddo Daiyamonzu), meglio noto come Urawa Reds, è una società calcistica giapponese con sede nella città di Saitama. La squadra milita nella J1 League, la massima divisione del campionato giapponese.
Fondata nel 1950 come sezione calcistica del circolo sportivo aziendale delle industrie pesanti Mitsubishi con sede a Kōbe, la squadra è tra i membri fondatori di entrambi i tornei che hanno funto da massima serie nazionale di calcio (in cui ha sempre militato, salvo nelle stagioni 1989-90 e 2000) divenendo, quindi, anche una delle prime squadre a passare al professionismo in concomitanza con l'istituzione della J. League.
Prima squadra giapponese a conseguire un treble domestico, l'Urawa Red Diamonds figura al quarto posto sia nell'albo d'oro della massima serie (in coabitazione con gli Yokohama F·Marinos) sia in quello della coppa nazionale (con la maggior parte dei trofei vinti durante il periodo dilettantistico). A livello confederale vanta tre affermazioni nell'AFC Champions League, avendo vinto le edizioni 2007, 2017 e 2022 del torneo e risultando, pertanto, a pari merito con il Pohang Steelers, la seconda compagine più titolata nella competizione dopo l'Al-Hilal.

## Storia

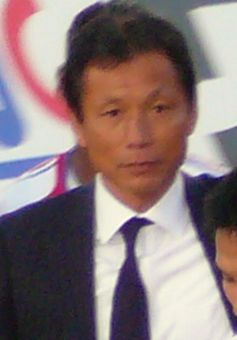
Hiromi Hara, attaccante del Mitsubishi Heavy Industries fra il 1981 ed il 1992. Dopo il passaggio della squadra al professionismo, ricoprì fra il 1998 ed il 1999 il ruolo di allenatore.

### Periodo dilettantistico
Il club fu fondato nel 1950 come sezione calcistica del circolo sportivo delle industrie pesanti Mitsubishi ubicate a Kōbe. Iscritta ai tornei nazionali riservati alle squadre aziendali, nei quali ottenne (come miglior risultato) il secondo posto nell'edizione 1956, nei primi anni di attività la squadra subì numerose riforme societarie che portarono al trasferimento della sede a Tokyo nel 1958, nonché la confluenza di sezioni calcistiche provenienti da altri stabilimenti nel 1964. L'anno successivo la squadra fu scelta come partecipante alla prima edizione della Japan Soccer League, segnalandosi subito come una delle principali squadre del torneo vincendo, nel 1969, il suo primo campionato.
Per tutti gli anni Settanta e fino ai primi anni Ottanta, il Mitsubishi Heavy Industries si confermò squadra di vertice, raggiungendo l'apice della forma nel 1978, quando divenne la prima squadra giapponese a centrare il treble domestico. Con l'avvento del professionismo nel calcio giapponese avvenuto a metà degli anni Ottanta, il ruolo di squadra di vertice del Mitsubishi Heavy Industries iniziò a ridimensionarsi, anche a causa di alcune scelte societarie che non contemplavano la messa sotto contratto di giocatori stipendiati solamente per disputare le partite. In seguito alla prima retrocessione in seconda divisione, avvenuta al termine della stagione 1988-89, si decise di operare una serie di riforme all'interno della società, tra cui il trasferimento della sede a Saitama e il cambio di denominazione in Mitsubishi Motors Football Club del 1990, che le permetteranno di ottenere, nella stagione 1991-92, i requisiti per ottenere il passaggio al professionismo.

### Periodo professionistico

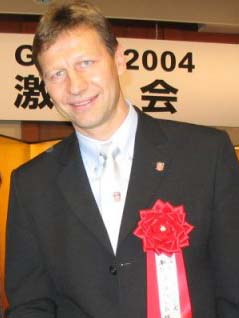
Dopo avervi militato fra il 1994 e il 1997, Guido Buchwald allenò gli Urawa Red Diamonds fra il 2004 e il 2006 ottenendo diversi trofei, fra cui il double campionato-coppa nazionale del 2006.

Iscrittasi alla nuova lega professionistica con il nome di Urawa Red Diamonds, la squadra, grazie all'apporto di numerosi giocatori provenienti dai campionati europei, tra cui i tedeschi Uwe Bein e Guido Buchwald, migliorò gradualmente le proprie prestazioni sino a proporsi fra le pretendenti al titolo nelle stagioni 1995 e 1996. Una serie di circostanze sfavorevoli avvenute nelle stagioni immediatamente successive, fra cui gli infortuni o le cessioni di alcuni giocatori chiave, causarono un rapido declino delle prestazioni della squadra, che scesero in seconda categoria al termine della stagione 1999.
Dopo l'immediata risalita in massima divisione, gli Urawa Red Diamonds riacquistarono gradualmente competitività aggiudicandosi l'edizione 2003 della Coppa Yamazaki Nabisco, primo trofeo vinto dopo il passaggio al professionismo, e perdendo la finale della J. League Division 1 2004. Seguirono la vittoria di due edizioni consecutive della Coppa dell'Imperatore (2005 e 2006), della Supercoppa del Giappone (2006) e del campionato nella stagione 2006, successo, quest'ultimo, che permise agli Urawa Red Diamonds di esordire nell'AFC Champions League: nella competizione continentale la squadra continuò, da esordiente nel torneo, il proprio ciclo vincente, sconfiggendo in finale gli iraniani del Sepahan.
Dopo aver ottenuto il terzo posto nella Coppa del mondo per club 2007 e difeso il titolo continentale sino alle semifinali, in cui furono eliminati dai connazionali del Gamba Osaka, per un quinquennio gli Urawa Red Diamonds stazionarono nelle posizioni di metà classifica del campionato, ad eccezione della stagione 2011, durante la quale ottenne la salvezza solo alla penultima giornata. Dalla stagione 2014 gli Urawa Red Diamonds tornarono a lottare per il titolo, ottenendo due secondi e un terzo posto negli anni successivi. Nel corso della stagione 2016 la squadra vinse inoltre la Coppa di Lega, seguita l'anno successivo dalla seconda affermazione continentale in AFC Champions League, quest'ultima ottenuta sconfiggendo in finale i sauditi dell'Al-Hilal. Vincitore della Coppa dell'Imperatore 2018, il club fu sconfitto in finale dell'edizione 2019 della AFC Champions League dall'Al-Hilal, per poi aggiudicarsi nuovamente la Coppa dell'Imperatore nel 2021. Nel 2022 la stagione si chiuse con un doppio successo, nella Supercoppa del Giappone e nell'AFC Champions League, ancora in finale contro l'Al-Hilal.

## Colori e simboli

### Colori
Il colore della maglia degli Urawa Red Diamonds è il rosso, talvolta accompagnato da inserti bianchi, neri o blu scuro. Questi colori erano già stati adottati durante la stagione 1978, prima della quale veniva utilizzato il blu.
| 1965 | 1969 | 1978 | 1993 | 2006 | 2007 | 2017 |

### Simboli ufficiali

#### Lo stemma
Lo stemma della squadra, in uso a partire dal febbraio 2001, vede un diamante romboidale di colore rosso che sormonta uno scudo dai colori rosso, bianco e nero: al centro di esso vi è un pallone (simboleggiante l'entusiasmo del pubblico e di tutti coloro che praticano il calcio) e, nella parte bassa, due rose di Sakuraso (Primula Sieboldii) presenti anche nello stemma della prefettura di Saitama. Lo scudo è inoltre sormontato da un disegno della facciata del Saitama Elite Teacher Training College, detto anche Hoshokaku, punto di partenza storico del calcio nella prefettura di Saitama.

#### La mascotte
La mascotte ufficiale degli Urawa Reds è un lupo chiamato Redia (レディア), introdotto nel 1992 . Dal 1997 gli fu affiancato un secondo personaggio dalle fattezze femminili, Friendia. Infine, per festeggiare la prima vittoria della J. League nel 2006, furono presentati due lupi gemelli: il maschio Schale e la femmina Diarra. Tutti i personaggi citati sono lupi antropomorfi di colore verde, scelti dal pubblico attraverso delle votazioni.

## Strutture

### Stadio

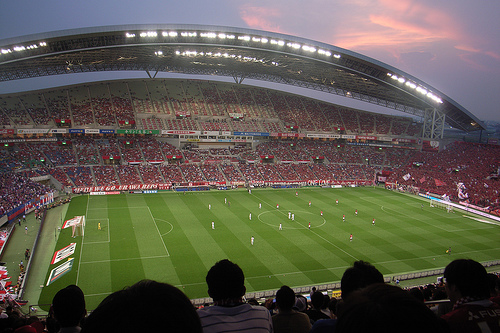
Il Saitama Stadium 2002 durante un incontro casalingo degli Urawa Red Diamonds.

Fino al 1990, il Mitsubishi Heavy Industries ha disputato le proprie partite interne a Tokyo, alternandosi tra il National Olympic Stadium e il Nishigaoka Stadium. Dopo il cambio di denominazione in Mitsubishi Motors avvenuto nel 1990, la squadra iniziò a disputare le gare interne all'Edogawa Stadium per poi passare, in occasione del definitivo passaggio al professionismo (1992) all'Urawa Komaba Stadium di Urawa. A causa di ripetuti lavori di ristrutturazione dello stadio, nel corso degli anni Novanta i Red Diamonds furono costretti a disputare alcuni partite nel NACK5 Stadium Ōmiya, situato nella vicina municipalità di Omiya.
Dopo il campionato del mondo 2002, gli Urawa Red Diamonds si trasferirono gradualmente nel Saitama Stadium 2002, costruito originariamente per ospitare alcune partite della competizione mondiale.

### Centro di allenamento
I Red Diamonds svolgono le sessioni di allenamento all'Ohara Training Ground di Saitama, struttura aperta nel 1993 ed ampliata nel 2004. Dal 2005 si è affiancata una seconda struttura, denominata Redsland ed includente un circolo sportivo aperto al pubblico.

## Allenatori e presidenti
| Allenatori - 1958-1965: Yoshisada Okano - 1966: Tomohiko Ikoma - 1967-1975: Hiroshi Ninomiya - 1976-1983: Kenzō Yokoyama - 1984-1989: Kuniya Daini - 1989-1992: Kazuo Saitō - 1992-1993: Takaji Mori - 1994: Kenzō Yokoyama - 1995-1996: Holger Osieck - 1997: Horst Köppel - 1998: Hiromi Hara - 1999: Yasushi Yoshida - 1999: Hiromi Hara - 1999: Aad de Mos - 2000: Kazuo Saitō - 2001: Tita - 2001: Pita - 2002-2003: Hans Ooft - 2004-2006: Guido Buchwald - 2007-2008: Holger Osieck - 2008: Gert Engels - 2009-2010: Volker Finke - 2011: Željko Petrović - 2011: Takafumi Hori - 2011-2017: Mihailo Petrović - 2017-2018: Takafumi Hori - 2018-2019: Oswaldo de Oliveira - 2019-2020: Tsuyoshi Otsuki - 2021-2022: Ricardo Rodríguez - 2023: Maciej Skorża - 2024: Per-Mathias Høgmo - 2024-Oggi: Maciej Skorża | Presidenti - 1965-1975: Hideo Shimada - 1975-1990: Yoshisada Okano - 1990-1992: Yasuo Shimizu - 2003: Takashi Tsukamoto - 2003-2006: Motoaki Inukai - 2006-2009: Mitsunori Fujiguchi - 2009-2014: Mitsuo Hashimoto - 2014-2019: Keizo Fuchita - 2019-Oggi: Yōichi Tachibana |

## Società
L'assetto societario degli Urawa Red Diamonds, la cui ultima modifica risale al 1996, con l'assunzione dell'attuale nome in luogo di Mitsubishi Urawa Football Club, vede il controllo finanziario da parte del gruppo Mitsubishi, che agisce per mezzo di un'azienda appositamente fondata il 10 marzo 1992. Il capitale sociale, che fino ai primi anni duemila oscillava su livelli medi (oltre tre milioni di yen nel biennio 2004-2005), ha subìto una consistente impennata verso la fine del decennio in virtù degli introiti derivanti dai successi conseguiti in campo sportivo (oltre sette milioni di yen nel 2008), per poi attestarsi a una media di oltre cinque milioni all'anno.

### Sponsor
| Cronologia degli sponsor tecnici - 1986-2000: Puma - 2001-2003: Reebok - 2004-Oggi: Nike | Cronologia degli sponsor ufficiali Parte anteriore - 1992: Galant - 1993-2000: Mitsubishi Motors/Mirage - 2001-2002: Pajero/Mitsubishi Motors - 2003: Colt/Mitsubishi Motors - 2004: Mitsubishi Motors - 2005-2006: Vodafone - 2007-2012: Savas - 2013: Polo/Mitsubishi Motors - 2014: Polo - 2015-2016: Polo/Mitsubishi Motors - 2017: Polo/Mitsubishi Heavy Industries - 2018: Polo - 2019: Polo/Mitsubishi Heavy Industries - 2020: Mitsubishi Heavy Industries - 2021: Polo - 2022-Oggi: Polo/Mitsubishi Heavy Industries Manica - 1999-2014: Toshin - 2017-Oggi: Mitsubishi Motors Schiena - 1993-1994: WordPerfect - 1995-2002: Compaq - 2003: Hp - 2004: Mitsubishi Fuso - 2005: Mitsubishi Motors - 2006: Mitsubishi Fuso - 2007-2016: Mitsubishi Motors - 2017-2019: Mitsubishi Heavy Industries - 2020: Polo - 2021-Oggi: Mitsubishi Heavy Industries Calzoncini - 2002-2003: SmileBit - 2004-2005: SEGA - 2006: Mitsubishi Motors - 2007-2008: Mitsubishi Fuso - 2009-Oggi: DHL |

## Calciatori

### Capitani
- Hiromi Hara (1986-1987)[30]
- Kōichi Hashiratani (1992-1993)[31][32]
- Masahiro Fukuda (1994-1997)[33][34]
- Hisashi Tsuchida (1998-1999)[35][36]
- Shinji Ono (2000-2001)[37][38]
- Masami Ihara (2002)[39]
- Hideki Uchidate (2003)[40]
- Nobuhisa Yamada (2004-2008)[41][42]
- Keita Suzuki (2009-2011)[43][44]
- Yūki Abe (2012-2017)[45][46][47]
- Yōsuke Kashiwagi (2018-2019)
- Shūsaku Nishikawa (2020)
- Yūki Abe (2021)
- Shūsaku Nishikawa (2022)
- Hiroki Sakai (2023-2024)
- Atsuki Itō (2024)
- Shūsaku Nishikawa (2024-)

## Palmarès

### Competizioni nazionali
- Japan Soccer League: 4

1969, 1973, 1978, 1982
- Japan Soccer League Division 2: 1

1989-1990
- Japan Soccer League Cup: 2

1978, 1981
- Coppa dell'Imperatore: 8

Mitsubishi Heavy Industries: 1971, 1973, 1978, 1980
Urawa Red Diamonds: 2005, 2006, 2018, 2021
- J. League Division 1: 1

2006
- Coppa Yamazaki Nabisco: 2

2003, 2016
- Supercoppa giapponese: 2

2006, 2022

### Competizioni internazionali
- AFC Champions League: 3  (record giapponese)

2007, 2017, 2022
- Coppa Suruga Bank: 1

2017

## Statistiche e record

### Partecipazione ai campionati
| Livello | Categoria            | Partecipazioni | Debutto | Ultima stagione |
| ------- | -------------------- | -------------- | ------- | --------------- |
| 1º      | JSL Division 1       | 26             | 1965    | 1991-92         |
| 1º      | J. League Division 1 | 28             | 1993    | 2021            |
| 2º      | JSL Division 2       | 1              | 1989-90 | 1989-90         |
| 2º      | J. League Division 2 | 1              | 2000    | 2000            |

## Tifoseria

### Storia
Pur avendo avuto un certo seguito di pubblico sin dal periodo dilettantistico (al quale risalgono le origini del soprannome Red Diamonds, successivamente adottato come denominazione ufficiale del team), gli Urawa Red Diamonds iniziarono ad essere seguiti da veri e propri gruppi di tifosi a partire dal 1992, anno in cui risale la fondazione del gruppo dei Crazy Calls (クレイジー・コールズ?). In seguito ad alcuni episodi di teppismo avvenuti durante la stagione 1995, il gruppo iniziò a sfaldarsi progressivamente, sino a scomparire definitivamente nel 1997 in occasione della creazione degli URAWA BOYS (ウラワボーイズ?) che ne hanno ereditato il ruolo di gruppo chiave della tifoseria organizzata della squadra.

### Gemellaggi e rivalità
Nei primi anni di militanza nel campionato nazionale, gli Urawa Red Diamonds divennero noti per aver intessuto un rapporto di rivalità con Furukawa Electric e l'Hitachi, denominato Le tre grandi di Marunouchi (丸の内御三家?, Marunouchi Gosanke) o derby di Marunouchi dal quartiere di Tokyo in cui erano dislocate le sedi delle rispettive aziende proprietarie. Durante la militanza in Japan Soccer League la squadra registrò inoltre delle rivalità con il Toyo Kogyo, lo Yanmar Diesel e il Fujita Kogyo, avversarie nella lotta al titolo nazionale fra la fine degli anni Sessanta e i primi anni Ottanta.
Dopo il passaggio al professionismo e la contestuale ascesa nelle serie superiori di altri club con sede a Saitama, la tifoseria degli Urawa Red Diamonds iniziò a intessere una rivalità coi concittadini dell'Omiya Ardija, contro cui la squadra disputa il derby di Saitama (さいたまダービー?). La rivalità con il Gamba Osaka si è invece accesa a metà degli anni Duemila, quando entrambe le squadre arrivarono a contendersi la vittoria del campionato e il raggiungimento della finale di AFC Champions League. Accese sono anche la rivalità con il Kashima Antlers e quella con il Nagoya Grampus.

## Organico

### Rosa 2025
Rosa e numerazione aggiornate al 7 luglio 2025.
| N. |                     | Ruolo | Calciatore                 |
| -- | ------------------- | ----- | -------------------------- |
| 1  | Giappone (bandiera) | P     | Shūsaku Nishikawa          |
| 3  | Brasile (bandiera)  | D     | Danilo Boza                |
| 4  | Giappone (bandiera) | D     | Hirokazu Ishihara          |
| 5  | Norvegia (bandiera) | D     | Marius Høibråten           |
| 6  | Giappone (bandiera) | C     | Taishi Matsumoto           |
| 7  | Giappone (bandiera) | A     | Hiroki Abe                 |
| 8  | Brasile (bandiera)  | C     | Matheus Sávio              |
| 9  | Giappone (bandiera) | C     | Genki Haraguchi            |
| 10 | Giappone (bandiera) | C     | Shōya Nakajima             |
| 11 | Svezia (bandiera)   | C     | Samuel Gustafson           |
| 12 | Brasile (bandiera)  | A     | Thiago Santana             |
| 13 | Giappone (bandiera) | C     | Ryōma Watanabe             |
| 14 | Giappone (bandiera) | C     | Takahiro Sekine (capitano) |
| 15 | Giappone (bandiera) | P     | Kenta Matsuyama            |
| 16 | Giappone (bandiera) | P     | Ayumi Niekawa              |
| 17 | Giappone (bandiera) | A     | Hiiro Komori               |
| 18 | Giappone (bandiera) | A     | Toshiki Takahashi          |

| N. |                     | Ruolo | Calciatore         |
| -- | ------------------- | ----- | ------------------ |
| 21 | Giappone (bandiera) | C     | Tomoaki Ōkubo      |
| 22 | Giappone (bandiera) | C     | Kai Shibato        |
| 24 | Giappone (bandiera) | C     | Yūsuke Matsuo      |
| 25 | Giappone (bandiera) | C     | Kaito Yasui        |
| 26 | Giappone (bandiera) | D     | Takuya Ogiwara     |
| 27 | Giappone (bandiera) | A     | Toshikazu Teruuchi |
| 28 | Giappone (bandiera) | D     | Kenta Nemoto       |
| 35 | Giappone (bandiera) | D     | Rikito Inoue       |
| 39 | Giappone (bandiera) | A     | Jumpei Hayakawa    |
| 42 | Giappone (bandiera) | P     | Ryūsei Satō        |
| 43 | Giappone (bandiera) | C     | Renji Hidano       |
| 44 | Giappone (bandiera) | P     | Alex Keita Malcolm |
| 45 | Giappone (bandiera) | D     | Yoshitaka Tanaka   |
| 46 | Giappone (bandiera) | C     | Takeshi Wada       |
| 77 | Giappone (bandiera) | A     | Takuro Kaneko      |
| 88 | Giappone (bandiera) | C     | Yōichi Naganuma    |

### Staff tecnico
Staff tecnico aggiornato al 20 aprile 2025.
- Maciej Skorża - Allenatore
- Rafał Janas - Collaboratore tecnico
- Wojciech Makowski - Collaboratore tecnico
- Nobuyasu Ikeda - Collaboratore tecnico
- Masato Maesako - Collaboratore tecnico
- Tatsuru Ishiguri - Preparatore fisico
- Wojciech Ignatiuk - Preparatore fisico
- Hitoshi Shiota - Preparatore portieri
- Yasuto Hoshiko - Collaboratore preparatore portieri
- Maiki Hayashi - Coll. tecnico e analista

### Informazione storica
- Mitsubishi Heavy Industries
- Mitsubishi Motors
- Japan Soccer League

### Liste e riconoscimenti
- Albo d'oro della massima serie giapponese di calcio
- Albo d'oro della Coppa dell'Imperatore
- Albo d'oro della Japan Soccer League Cup